# Jarosław Iwaszkiewicz
Jarosław Leon Iwaszkiewicz, pseudonym “Eleuter”, född 20 februari 1894 i Kalnik, död 2 mars 1980 i Warszawa, var en polsk poet och prosaist.
Iwaszkiewicz studerade juridik och musikvetenskap i Kiev. 1918 flyttade han till Warszawa där han arbetade vid det polska utrikesdepartementet. Han var stationerad i Köpenhamn och Bryssel under 1930-talet. Mellan åren 1959 och 1980 var han ordförande för det polska författarförbundet. Han debuterade med diktsamlingen Oktostychy, 1919.